# Puerto Nuevo (Baja California)
Puerto Nuevo es un poblado del noroeste de México ubicado en el estado de Baja California, es parte del municipio de Playas de Rosarito. se hizo famoso internacionalmente en los años 1950 por ofrecer langosta como el atractivo principal de su gastronomía. A tal grado ha sido el éxito del lugar que se ha convertido en la principal forma de subsistencia de los lugareños.
Se ha convertido en un lugar aún más accesible por su cercanía con las playas de Rosarito y con la ciudad fronteriza de Tijuana, además de que sus playas son visitadas por surfistas californianos.

## Geografía
La localidad de Puerto Nuevo está situado en el municipio de Playas de Rosarito en el Estado de Baja California, Tiene 172 habitantes y está a 20 metros de altitud en promedio. Se encuentra a 15 kilómetros de Rosarito, 30 kilómetros de Tijuana y 65 kilómetros de
Ensenada

## Clima
Tiene un clima mediterráneo, tiene pocas lluvias 230 mm al año, lluvias en invierno, ocasionalmente en primavera y otoño, aproximadamente el mes con más lluvias es febrero, tiene inviernos frescos con temperatura promedio 18 °C y veranos cálidos con temperatura promedio 24 °C, en otoño son comunes los vientos de santa ana. El 15 de septiembre de 2012 se registró la temperatura a 38 °C. [cita requerida]
| Parámetros climáticos promedio de Puerto Nuevo              | Parámetros climáticos promedio de Puerto Nuevo | Parámetros climáticos promedio de Puerto Nuevo | Parámetros climáticos promedio de Puerto Nuevo | Parámetros climáticos promedio de Puerto Nuevo | Parámetros climáticos promedio de Puerto Nuevo | Parámetros climáticos promedio de Puerto Nuevo | Parámetros climáticos promedio de Puerto Nuevo | Parámetros climáticos promedio de Puerto Nuevo | Parámetros climáticos promedio de Puerto Nuevo | Parámetros climáticos promedio de Puerto Nuevo | Parámetros climáticos promedio de Puerto Nuevo | Parámetros climáticos promedio de Puerto Nuevo | Parámetros climáticos promedio de Puerto Nuevo |
| Mes                                                         | Ene.                                           | Feb.                                           | Mar.                                           | Abr.                                           | May.                                           | Jun.                                           | Jul.                                           | Ago.                                           | Sep.                                           | Oct.                                           | Nov.                                           | Dic.                                           | Anual                                          |
| ----------------------------------------------------------- | ---------------------------------------------- | ---------------------------------------------- | ---------------------------------------------- | ---------------------------------------------- | ---------------------------------------------- | ---------------------------------------------- | ---------------------------------------------- | ---------------------------------------------- | ---------------------------------------------- | ---------------------------------------------- | ---------------------------------------------- | ---------------------------------------------- | ---------------------------------------------- |
| Temp. máx. abs. (°C)                                        | 30.5                                           | 31.0                                           | 32.0                                           | 33.0                                           | 35.5                                           | 36.8                                           | 37.0                                           | 38.0                                           | 37.0                                           | 34.0                                           | 33.0                                           | 31.0                                           | 38.0                                           |
| Temp. máx. media (°C)                                       | 18.3                                           | 18.8                                           | 21.8                                           | 22.1                                           | 22.5                                           | 23.2                                           | 24.8                                           | 24.1                                           | 23.8                                           | 23.0                                           | 20.5                                           | 18.1                                           | 22.0                                           |
| Temp. mín. media (°C)                                       | 5.9                                            | 6.8                                            | 7.8                                            | 9.2                                            | 12.4                                           | 14.3                                           | 16.5                                           | 16.5                                           | 15.1                                           | 13.0                                           | 9.8                                            | 6.9                                            | 11.7                                           |
| Temp. mín. abs. (°C)                                        | -3.0                                           | -1.0                                           | 0.2                                            | 1.0                                            | 3.5                                            | 5.0                                            | 6.5                                            | 9.5                                            | 5.0                                            | 4.0                                            | 1.0                                            | -5.0                                           | -5.0                                           |
| Precipitación total (mm)                                    | 43.8                                           | 36.5                                           | 42.7                                           | 17.6                                           | 4.4                                            | 0.7                                            | 0.7                                            | 0.9                                            | 5.0                                            | 7.8                                            | 33.8                                           | 37.0                                           | 230.9                                          |
| Días de precipitaciones (≥ 1 mm)                            | 7.1                                            | 6.1                                            | 7.5                                            | 4.2                                            | 1.8                                            | 0.8                                            | 0.8                                            | 0.5                                            | 1.4                                            | 2.8                                            | 4.0                                            | 5.4                                            | 42.4                                           |
| Fuente: Servicio Meteorológico Nacional 24 de enero de 2012 |                                                |                                                |                                                |                                                |                                                |                                                |                                                |                                                |                                                |                                                |                                                |                                                |                                                |

## Gastronomía
El platillo típico en el que se sirve la langosta al estilo Puerto Nuevo es acompañada de frijoles refritos y tortillas de harina, usualmente acompañada por un vino de la región de Valle de Guadalupe.
Anualmente en el mes de octubre Puerto Nuevo celebra el Festival de la Langosta, donde se aprovecha para rodear al manjar marino de una atmósfera gastronómica enriquecida por estilos venidos de varios países y de la región.
Actualmente, el turismo llega a consumir alrededor de 100 000 langostas al año.